# Chrystyna Botiuk
Chrystyna Ołeksandriwna Botiuk, ukr. Христина Олександрівна Ботюк (ur. 8 listopada 1979 w Iwano-Frankiwsku, Ukraińska SRR) – ukraińska piłkarka grająca na pozycji napastnika w Prykarpattia-DJuSSz-3 Iwano-Frankiwsk, futsalistka i hokeistka na trawie.

## Kariera klubowa
W dzieciństwie uprawiała gimnastykę, pływanie, piłkę ręczną i nożną. Grała w klubie koszykówki Beskyd Iwano-Frankiwsk.
W latach 90. XX wieku po utworzeniu w mieście drużyny hokeja na trawie Auskoprut-Roksolana Iwano-Frankiwsk dołączyła do niej i rozpoczęła swoją drogę do sportu zawodowego. Dwukrotnie została brązową medalistką mistrzostw Ukrainy wśród kobiet, grając w rozgrywkach Pucharu Mistrzów (dywizja B).
Ukończyła IFKFW. W 2004 rozpoczęła karierę piłkarską w klubie Spartak Iwano-Frankiwsk, który akurat został utworzony. Zimą 2004 klub startował w rozgrywkach futsalowych. W składzie klubu zdobyła złote medale Pierwszej ligi Ukrainy oraz została królową strzelców ligi z 47 bramkami. Przez kilka kolejnych sezonów Naftochimik z Kałusza, w której grała Botiuk, zdobywała różnego rodzaju medale, a w 2006 roku została królową strzelców mistrzostw. Jej pewna gra sprawiła, że otrzymała opaskę kapitana. W 2007 roku klub przedwcześnie zdobył mistrzostwo Ukrainy, po czym z powodzeniem występował w Pucharze UEFA 2008/09. 
Na początku 2008 została zaproszona do najlepszej wówczas ukraińskiej drużyny Żytłobud-1 Charków. Ale już w lipcu Botiuk wróciła do rodzimego klubu. Jednak kryzys finansowy zadał jednak dość silny cios właścicielom klubu, dlatego postanowili czasowo zawiesić udział Naftochimika w rozgrywkach od 2009 roku.
W latach 2009–2010 kiedy Naftochimik zawiesił działalność brała udział w obwodowych mistrzostwach w futsalu, broniąc barw męskiego zespołu Energozbut Iwano-Frankiwsk.
Po wznowieniu działalności Naftochimika w 2011 roku zawodniczka dołączyła do klubu, w barwach którego zdobyła brązowe medale mistrzostw kraju, a rok później wicemistrzostwo i Puchar Ukrainy. W tym samym czasie brała udział w rozgrywkach futsalu, docierając do finału Pucharu Ukrainy. Jednak „Naftochimik” nie ukończył mistrzostw z 2013 roku, więc Botiuk, otrzymawszy status wolnego agenta, postanowiła zrobić sobie krótką przerwę w sporcie i poświęcić więcej uwagi na swoją rodzinę.
Kiedy w 2014 roku w mieście został utworzony klub Oswita-DJuSSz-3 Iwano-Frankiwsk piłkarka dołączyła do drużyny, z którą zdobyła srebrne i brązowe medale mistrzostw Pierwszej ligi. W 2017 klub zawiesił działalność, a po półtorarocznej nieobecności w rozgrywkach pod nazwą Stanisławczanka-DJuSSz-3 Iwano-Frankiwsk wystartował ponownie w sezonie 2018/19. W 2019 klub zmienił nazwę na ŻFK Prykarpattia-DJuSSz-3 Iwano-Frankiwsk. Piłkarka z wieloletnim doświadczeniem nadal była wierna klubowi.
Na początku 2022 roku po inwazji Rosji na Ukrainę wyjechała do Niemiec, gdzie została zawodniczką amatorskiego zespołu SC Dirmerzheim.
Latem 2022 roku powróciła do klubu z Iwano-Frankiwska.

## Sukcesy i odznaczenia

### Sukcesy w hokeju na trawie
Auskoprut-Roksolana Iwano-Frankiwsk
- brązowa medalistka mistrzostw Ukrainy (1): 1994, 1994/95, 1995/96

### Sukcesy piłkarskie
Naftochimik Kałusz
- mistrz Ukrainy (1): 2007
- wicemistrz Ukrainy (1): 2012
- brązowa medalistka mistrzostw Ukrainy (4): 2005, 2006, 2008, 2011
- zdobywca Pucharu Ukrainy (1): 2012

Oswita-DJuSSz-3 Iwano-Frankiwsk / Stanisławczanka-DJuSSz-3 Iwano-Frankiwsk / Prykarpattia-DJuSSz-3 Iwano-Frankiwsk
- mistrz Pierwszej ligi Ukrainy (1): 2015
- brązowa medalistka Pierwszej ligi Ukrainy (1): 2014

### Sukcesy futsalowe
Spartak Iwano-Frankiwsk / Naftochimik Kałusz
- mistrz Pierwszej ligi Ukrainy (1): 2004/05
- finalistka Pucharu Ukrainy (1): 2011

### Sukcesy i odznaczenia indywidualne
- królowa strzelców mistrzostw Ukrainy w piłce nożnej (1): 2006
- królowa strzelców pierwszej ligi mistrzostw Ukrainy w futsalu (1): 2004/05
- Mistrz Sportu Ukrainy w piłce nożnej
- Mistrz Sportu Ukrainy w hokeju na trawie
- Kandydat na mistrza sportu Ukrainy w futsalu